# Пас Морено, Луис
Луи́c Ка́рлос Па́с Море́но (исп. Luis Carlos Paz Moreno; 25 июня 1942, Кали — 2015, Пурасе, Каука) — колумбийский футболист, участник чемпионата мира по футболу 1962 года, играл на позиции полузащитника.

## Биография

### Клубная карьера
Пас Морено на протяжении игровой карьеры играл на родине за ряд команд, среди которых были «Америка» (1961—1966), «Депортиво Кали» (1966—1967), «Депортес Киндио» (1968), «Онсе Кальдас» (1969), «Санта-Фе» (1970), «Мильонариос» (1970), «Реал Картахена» (1971) и «Депортес Толима», в котором он завершил карьеру в возрасте 30 лет.

### Карьера в сборной
В возрасте 19 лет он был в составе сборной Колумбии на чемпионате мира 1962 года, но на турнире не играл. Он является самым молодым колумбийским игроком по возрасту, входившим в заявку на чемпионат мира.

### Смерть
Скончался 27 июня 2015 года в Пурасе в возрасте 73 лет от сердечного приступа.

## Достижения
«Депортиво Кали»
- Чемпион Колумбии (1): 1967